# Vrouwenvoetbalkampioenschap van Sao Tomé en Principe
Het vrouwenvoetbalkampioenschap van Sao Tomé en Principe is het nationale voetbalkampioenschap van Sao Tomé en Principe voor vrouwen.
De eerste editie werd in 2003 gehouden, er deden acht clubs mee. Vitória FC versloeg Andorinha SC in de finale met 1–0. In 2008 won Vitória FC de derde titel op rij door in de finale met 3–1 van Juba de Diogo Simão te winnen. Het exacte competitiesysteem en het aantal deelnemende clubs varieert per jaar.

## Clubs 2009
In 2009 deden de volgende clubs mee aan het Santomees vrouwenvoetbalkampioenschap. Alle clubs hebben hun thuisbasis op het eiland Sao Tomé.
| - FC Aliança Nacional - Boa Morte FC - Amador - Desportivo Conde - GD Cruz Vermelha - Desportivo de Guadalupe - Juba Diogo Simão | - Inter Bombom FC - Obô Izaquente - Santa Margarida - Santana FC - SC Praia Cruz - Varzim FC - Vitória FC |